# Roza Bal

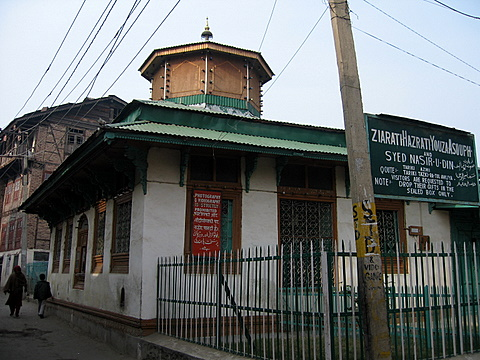
Die Roza-Bal-Grabstätte

Roza Bal (persisch Roza, Kaschmiri Bal, deutsch Heiliger Schrein) ist der Name eines Schreins, der sich in der Khanyar-Straße im Stadtteil Khanyar von Srinagar in Kaschmir, Indien, befindet. Der Schrein enthält die Gräber von zwei muslimischen Heiligen – Yuz Asaf und Mir Sayyid Naseeruddin, einem Nachkommen von Mūsā al-Kāzim. Teilweise wird in der Anlage auch das Grab von Jesus von Nazaret verehrt.

## Geschichte
Der Schrein wird in der 1747 veröffentlichten Waqi'at-i-Kashmir (Geschichte von Kaschmir) von Muhammad Azam, einem lokalen Schriftsteller aus Srinagar, erwähnt.
Vormals wurde das Grab von Angehörigen der Ahmadiyya-Familie (bekannt seit Ghulam Ahmad, * 1835) bewacht, bis es zu Spannungen mit den Behörden kam. Das Grab wurde einem muslimischen Verein übergeben.

## Gebäude
Das Grabmal selbst besteht aus einem rechteckigen niedrigen Gebäude auf einer Erhöhung, umgeben von Geländern an der Front. Es hat drei Bögen an der Front, durch die man eintreten kann, und vier Bögen an der Seite. Im Inneren befindet sich eine Steinmetzarbeit, von der gesagt wird, dass sie Füße mit Kreuzigungsmalen zeige. Der Körper ist nach der jüdischen Tradition ausgerichtet bestattet und nicht nach den Regeln des Islam. Doch das Gebäude beherbergt auch die Grabstätte eines lokalen muslimischen Heiligen, Mir Sayyid Naseeruddin, der im Einklang mit den islamischen Richtungen beigesetzt wurde.

## Identifizierung der beiden Heiligen

### Yuz Asaf
Im Persischen wird in der Geschichte von Kaschmir das Heiligtum als das Grab eines ausländischen Prinzen identifiziert: Yuz Asaf. Yuz Asaf ist ein arabischer Name für Siddhartha in der arabischen Version der Legende von Barlaam und Josaphat – Balahwir wa-Yuzasaf.
Mirza Ghulam Ahmad behauptet, dass Yuz Asaf in Wirklichkeit Jesus von Nazareth sei. Dieser Ansicht sind auch die Ahmadiyya. Die heutigen Aufseher des Schreins, sunnitischer Abstammung, lehnen diese Ansicht ab. Es sei „Blasphemie gegenüber dem Islam“, zu glauben, Jesus sei irgendwo begraben.
Ein Gerichtsverfahren (bekannt unter: Das Siegel der Gerechtigkeit des islamischen Mullah Fazil) von 1770 kommt zu dem Schluss, dass Yuz Asaf in der Regierungszeit von Raja Opadatta (49–109 AD), der viele Tempel baute, ins Tal kam. Nach seinem Tod sei er in Kyanyar am Ufer eines Sees beigesetzt worden.
Fida Hassnains Übersetzung der Legende von Barlaam und Josaphat, die sich Ghulam Ahmads Übersetzung anschließt, teilt das Wort Yuzasaf in zwei Worte auf: Yuz Asaf. Yuzasaf ist abgeleitet vom sanskritischen Wort Bodhisattva. Dieses Wort wurde in persischen Texten des 6. oder 7. Jahrhunderts zu Bodisav geändert und dann in einem arabischen Dokument des 8. Jahrhunderts zu Budhasaf und Yudasaf. Die arabische Schreibweise für „b“ ( ﺑ ) ändert sich durch einen zusätzlichen Punkt zu „y“ ( ﻳ ).
Einem Aufsatz (1960) von David Marshall Lang zufolge sei die Verbindung des Buddhisten Yuzasaf mit Kaschmir teilweise auf einen Druckfehler in der arabischen Version Baalham und Josaphats von Mumbai zurückzuführen, worin der Sterbeort Buddhas Kaschmir (arabisch: كشمير) ist, anstelle von Kushinagar (Pali: كوشينر), dem traditionellen Sterbeort Buddhas.

### Mir Sayyid Naseeruddin
871 Anno Hegirae (1466/67 n. Chr.) wurde dort Syed Nasir-ud-Din begraben, der von lokalen Muslimen als Sufi-Heiliger verehrt wurde, obwohl andere historische Daten darauf hinweisen, dass er nur ein langjähriger Hausmeister des Schreins gewesen sei. Das Grab wurde zuvor von lokalen Nachkommen der Weisen gepflegt. Es wird gegenwärtig von einem Verwaltungsrat, bestehend aus Sunniten, verwaltet. Sahibzada Basharat Saleem, ein ehemaliger, inzwischen verstorbener Hausmeister, behauptete, Ahnentafeln zu besitzen, die ihn als einen direkten Nachfahren der dort begrabenen Weisen bezeichnen.

## Mediale Rezeption
Im Thriller The Rozabal Line von Ashwin Sanghi wird spekuliert, dass Jesus die Kreuzigung möglicherweise überlebt haben, nach Indien gereist und möglicherweise in Kaschmir begraben worden sein und eine Abstammungslinie in der Region hinterlassen haben könnte.
Im Jahre 2003 strahlte die BBC eine Dokumentation aus, die einen Abschnitt über die Geschichte von Yuz Asaf enthielt. Der Titel lautete Did Jesus Die? („Starb Jesus?“).
Im Jahr 2006 veröffentlichte das ZDF in der Sendereihe Terra X eine Folge mit dem Titel Der Fall Jesus. In dieser Dokumentation wurde ebenfalls auf die Hypothese des Roz Abal als Jesusgrab eingegangen und Fida Muhammad Hassnain, ein führender Vertreter dieser Hypothese, interviewt.
2010 wurde versucht, DNS aus dem Grab zu extrahieren, um die Identität der dort beerdigten Männer und/oder den ungefähren Zeitpunkt ihres Todes festzustellen. Dadurch könnten auch Ansprüche auf Nachkommenschaft geklärt werden.